# Cầu Giấy
Cầu Giấy là một phường thuộc thành phố Hà Nội, thủ đô của Việt Nam. Phường được hình thành trên cơ sở sáp nhập một phần các Dịch Vọng, Dịch Vọng Hậu, Quan Hoa, và Yên Hòa thuộc quận Cầu Giấy cũ, phường Mỹ Đình 1, Mỹ Đình 2 thuộc quận Nam Từ Liêm cũ trong đợt Sáp nhập tỉnh, thành Việt Nam 2025.

## Hành chính
Phường Cầu Giấy được thành lập theo Nghị quyết số 1656/NQ-UBTVQH15 của Ủy ban Thường vụ Quốc hội Việt Nam, ban hành ngày 16 tháng 6 năm 2025. Theo đó, sắp xếp các phường Hàng Bạc, Hàng Bồ, Hàng Buồm, Hàng Đào, Hàng Gai, Hàng Mã, Lý Thái Tổ và một phần diện tích tự nhiên, quy mô dân số của các phường Dịch Vọng, Dịch Vọng Hậu, Quan Hoa, Yên Hòa thuộc quận Cầu Giấy cũ và một phần phường Mỹ Đình 1, Mỹ Đình 2 thuộc quận Nam Từ Liêm cũ để thành lập phường Cầu Giấy.
Sau sắp xếp phường có diện tích tự nhiên 3,93 km2, quy mô dân số 74.138 người. Phía Đông tiếp giáp phường Láng (ranh giới đi theo sông Tô Lịch), phía Tây tiếp giáp các phường Từ Liêm, Phú Diễn (ranh giới đi theo đường Phạm Hùng – đường Phạm Văn Đồng), phía Nam tiếp giáp phường Yên Hoà (ranh giới đi theo đường giao thông quy hoạch – đường Dương Đình Nghệ), phía Bắc tiếp giáp phường Nghĩa Đô (ranh giới đi theo đường Trần Quốc Hoàn – đường Nguyễn Phong Sắc – đường Trần Đăng Ninh – phố Chùa Hà – đường Nguyễn Văn Huyên – Nguyễn Khánh Toàn). Trụ sở Phường dự kiến đặt tại số 96 Trần Thái Tông.